# Combate de Apeleg
El combate de Apeleg fue un enfrentamiento ocurrido el 23 de febrero de 1883, entre el Ejército Argentino y los últimos manzaneros (tehuelches y mapuches) que lo resistían, en las cercanías de la actual localidad de Aldea Apeleg, provincia del Chubut. 
Este combate fue uno de los últimos de la Campaña del Desierto, luego de que se reactivasen los malones tras la campaña principal.
Como homenaje a los tehuelches se instaló un monumento en la plaza del Último Combate, en Aldea Apeleg.

## Desarrollo
El 9 de febrero el teniente coronel Nicolás Palacios marchó desde el lago Nahuel Huapi con 4 jefes, 14 oficiales, 250 soldados y 79 indígenas aliados, con el objeto de efectuar una operación sobre los caciques Saihueque e Inacayal, que se hallaban al sur del río Limay. Al llegar al sitio vio que los indígenas habían partido.
El 23 del mismo mes, para averiguar el rumbo que habían tomado los indígenas, Palacios desprendió al capitán del Regimiento 7º de Caballería, Adolfo Drury, con una partida de 15 soldados de línea y 10 indios aliados. Luego de avanzar 7 leguas, Drury llegó a las llanuras de Apeleg, en donde se encontraban alrededor de mil indígenas, entre ellos el cacique Inacayal.
En ese momento, los tehuelches abrieron fuego provocando once bajas. Luego de la defensa de los soldados, tres horas después llegó el comandante Palacios y su columna que atacó a los indígenas, quienes huyeron en todas direcciones. Inacayal y el cacique Foyel fueron derrotados por el teniente coronel Vicente Lasciar en el combate del Genoa —el último de la Campaña del Desierto— el 18 de octubre de 1884, para finalmente entregarse junto con Sayhueque y 3200 indígenas el 1 de enero de 1885 en el fortín de Junín de los Andes.
En 1885 los miembros de la expedición de los Rifleros del Chubut encontraron los restos del combate. Estos eran: treinta tumbas, cápsulas de fusil y los restos de la toldería de Inacayal.